# 伯諾伊特 (密西西比州)
伯諾伊特（英語：Benoit）是位於美國密西西比州玻利瓦縣的城鎮。

## 人口
根據2020年美國人口普查的數據，伯諾伊特的面積為2.56平方千米，當中陸地面積為2.52平方千米，而水域面積為0.03平方千米。當地共有人口365人，而人口密度為每平方千米143人。